# Императив
Императив (од лат.  — „наредити”) или заповедни начин је глаголски начин којим се изражавају заповести и жеље да се обаве одређене радње; њиме се може исказивати молба, савет или наредба. 
Императив има само 2. лице једнине и 1. и 2. лице множине. Међутим, за 3. лице једнине и множине употребљава се конструкција која се састоји од речце нека и 3. лица једнине односно множине презента глагола који се мења.
Императив у српском језику гради се тако што се на презентску основу глагола (која се добија одбијањем наставка за 3. лице множине презента) додају двојаки наставци:
- -и, -ј (за 2. лице једнине)
- -имо, -јмо (за 1. лице множине)
- -ите, -јте (за 2. лице множине)

```
  Примери:
```

Наставци -и, -имо, -ите:
- видети (виде → вид)
  - 2. лице једнине: види
  - 1. лице множине: видимо
  - 2. лице множине: видите

Описне конструкције за 3. лице:
- за 3. лице једнине: нека види
- за 3. лице множине: нека виде

Наставци -ј, -јмо, -јте:
- певати (певају → пева)
  - 2. лице једнине: певај
  - 1. лице множине: певајмо
  - 2. лице множине: певајте

Описне конструкције за 3. лице:
- за 3. лице једнине: нека пева
- за 3. лице множине: нека певају